# Hlinky
Hlinky (německy Leimgruben) jsou malá vesnice, část obce Stanovice v okrese Karlovy Vary v Karlovarském kraji. Nachází se asi šest kilometrů jižně od Stanovic. Prochází zde silnice II/208. Hlinky jsou také název katastrálního území o rozloze 5,1 km².

## Historie
První písemná zmínka o vesnici pochází z roku 1726.

## Obyvatelstvo
Při sčítání lidu v roce 1921 ve vsi žilo 456 obyvatel (z toho 193 mužů) německé národnosti a římskokatolického vyznání. Podle sčítání lidu z roku 1930 měla vesnice 489 obyvatel s nezměněnou národnostní a náboženskou strukturou.
| Rok            | 1869 | 1880 | 1890 | 1900 | 1910 | 1921 | 1930 | 1950 | 1961 | 1970 | 1980 | 1991 | 2001 | 2011 | 2021 |
| -------------- | ---- | ---- | ---- | ---- | ---- | ---- | ---- | ---- | ---- | ---- | ---- | ---- | ---- | ---- | ---- |
| Počet obyvatel | 499  | 508  | 533  | 554  | 520  | 456  | 489  | 77   | 91   | 172  | 138  | 120  | 133  | 124  | 108  |
| Počet domů     | 71   | 70   | 70   | 72   | 69   | 71   | 88   | 76   | 76   | 29   | 21   | 26   | 25   | 28   | 31   |

## Obecní správa
Při sčítání lidu v roce 1869 Hlinky byly osadou obce Dražov v okrese Karlovy Vary. V letech 1880–1950 byly samostatnou obcí, se kterým patřily nejprve do okresu Karlovy Vary, ale v letech 1900–1930 v okrese Teplá a v roce 1950 v okrese Karlovy Vary-okolí. V letech 1961–1975 byly opět častí obce Dražov v okrese Karlovy Vary. Od 1. ledna 1976 jsou částí obce Stanovice v okrese Karlovy Vary.